# Longone Sabino
Longone Sabino è un comune italiano di 513 abitanti della provincia di Rieti nel Lazio.

## Geografia

### Territorio
Situato nel territorio della Sabina, Longone si trova a ovest del bacino artificiale denominato Lago del Salto. Il suo territorio comunale conta un'exclave settentrionale, quella della frazione di Roccaranieri. Essa include anche le frazioni di Fassinoro e San Silvestro ed è geograficamente nel territorio del Cicolano.

### Clima
Classificazione climatica: zona E, 2828 GR/G

## Storia

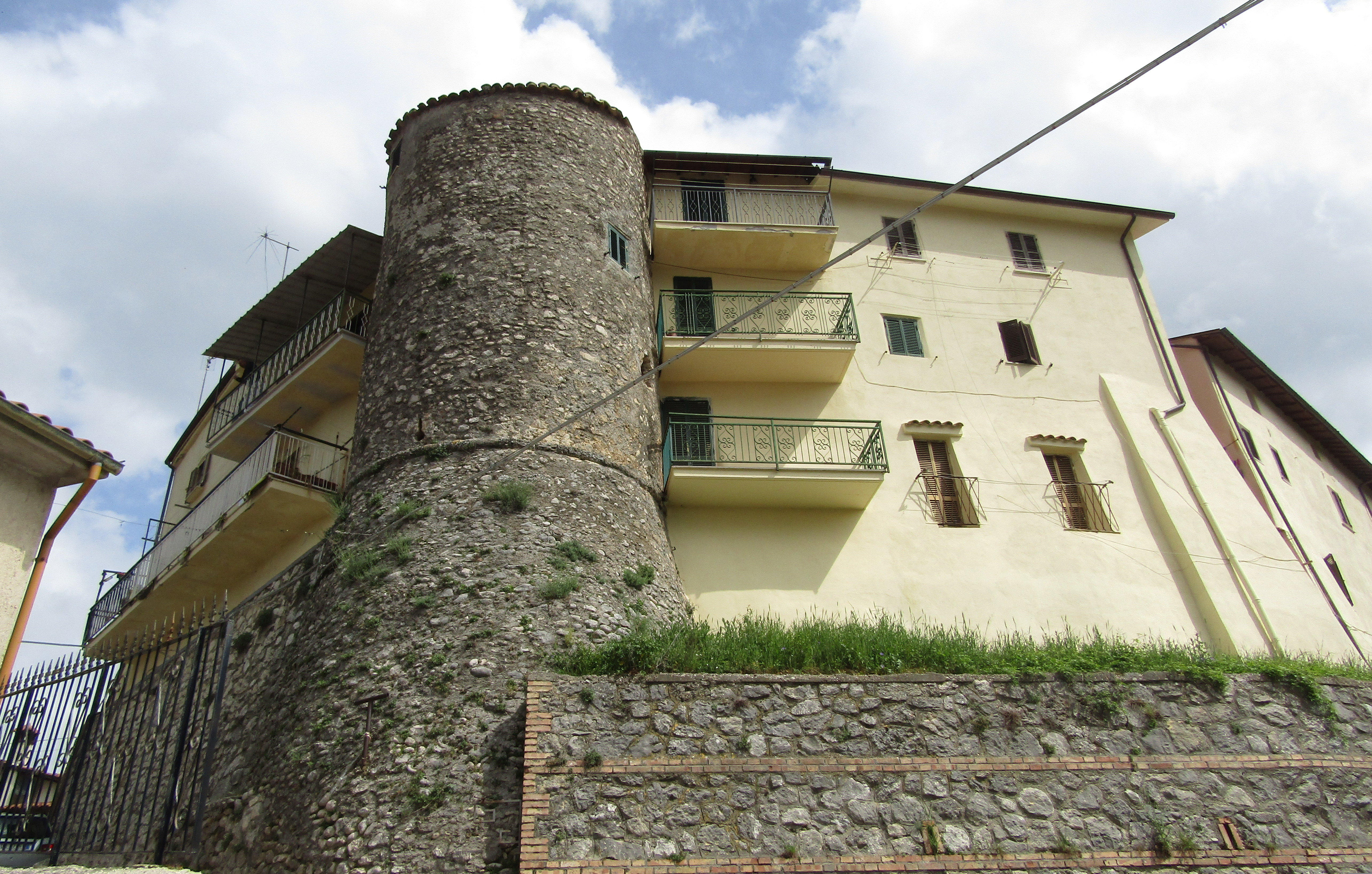
Primitivo nucleo Longobardo di Longone Sabino (Rocca di Capoterra).

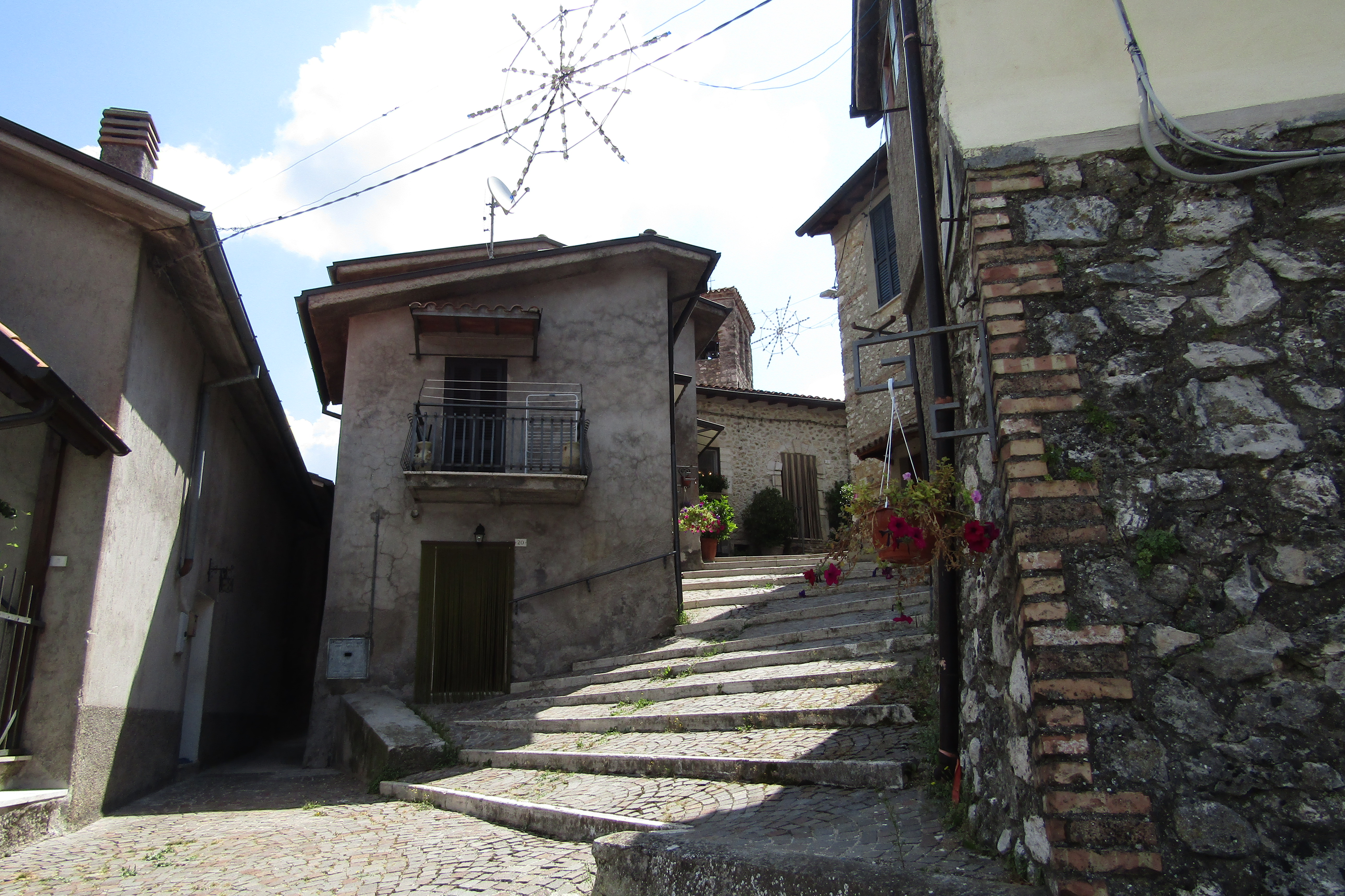
Capoterra (salita alla Rocca).

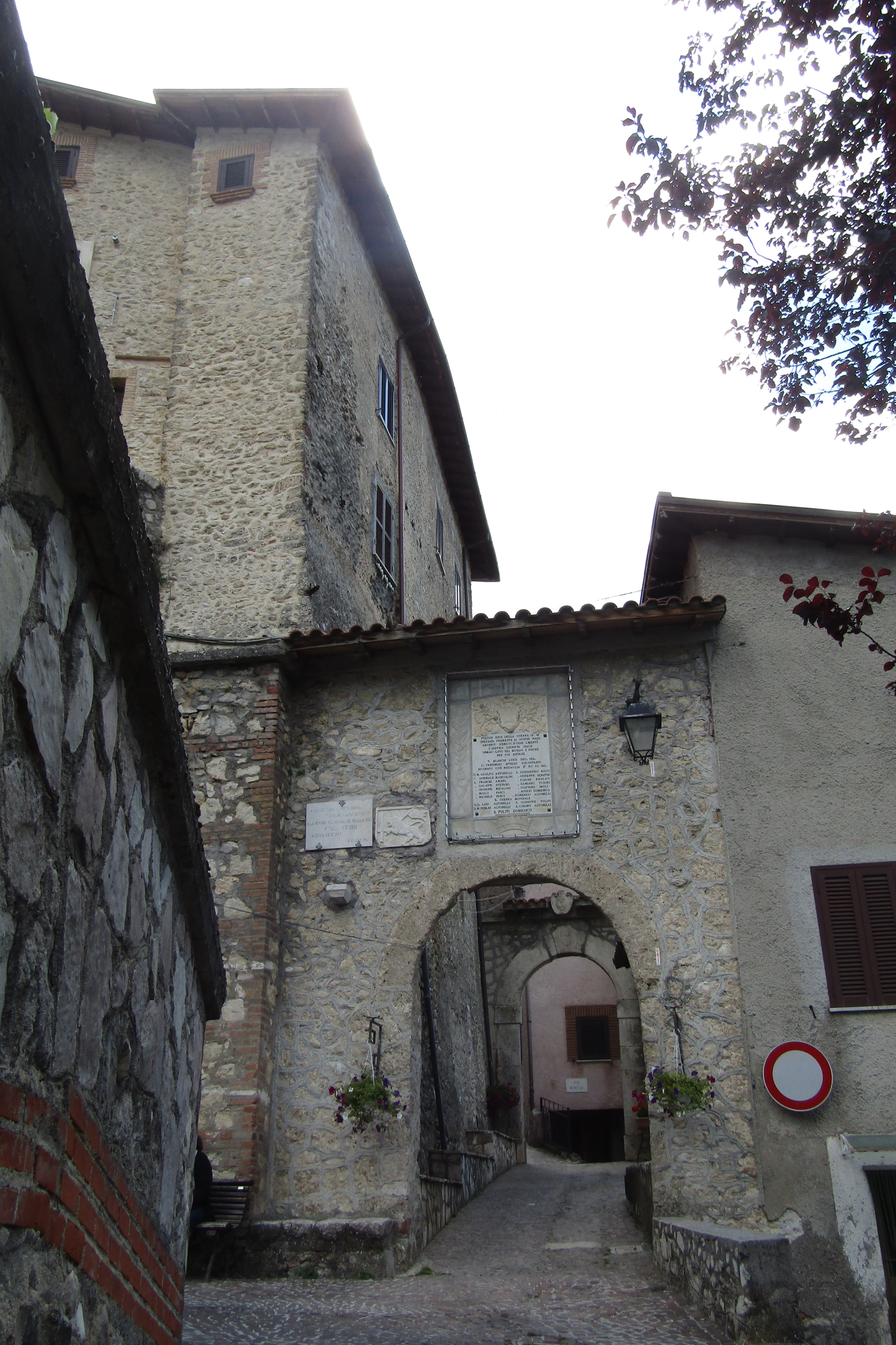
Porte di ingresso al Castello di Longone Sabino

Torrione La Portella Longobardo

Il termine Longono indica un luogo di conquista longobarda.
La ricchezza di un territorio a vocazione agricola era legata soprattutto alla grande quantità di sorgenti fruibili dagli agricoltori del luogo. Il monte Aquilone di Longone è un grande contenitore di acqua ricoperto di faggi che riversa all’esterno dando origine a copiosi torrenti che cingono, come per isolare e proteggere la Rocca di Longone. È l’alveo profondo di Vallufara a riunire e spingere le acque verso il Turano, dove Benedettini e Longobardi avevano dato vita a mulini per il grano e gualchiere per le tessiture. 
La spianata di Colle Pasciano, che si allarga fino alle falde dell’Aquilone è stata il luogo di culto pagano e di mercato, con gli stazzi per la transumanza e con il tempio di Ercole per il pagamento del pedaggio. Erano luoghi di dominio e di ricchezza sia per i Longobardi con la chiesa di San Michele Arcangelo, che per i Benedettini con l’edificazione della chiesa dedicata ai Santi Cosma e Damiano, tempio reliquiario del vicino monastero di San Salvatore Maggiore e di tutti i castelli dell’Altipiano.
La posizione strategica del castello di Longone costituiva poi un punto di difesa e di controllo sia per la sottostante Via Cecilia che si snoda lungo la valle del Turano, sia per l’altipiano del Letenano, territorio dell'abbazia di San Salvatore Maggiore.
Con le invasioni saracene, presenti in Sabina dall’846 al 916, il castello, data la posizione strategica ha subito un rafforzamento delle mura e della sicurezza con dimora permanente della Milizia, con Residenza dell’Abate e cappella intitolata a Santa Maria, come la Basilica del Monastero di Farfa.
Dalla fondazione longobarda, il Castrum Longonis fu sempre centro amministrativo, giudiziario e finanziario di tutto il territorio, alle dipendenze dell'Abbazia di San Salvatore Maggiore. 
Papa Giulio II nel 1506 pose Longone a capo dei castelli dell'abbazia, dando i poteri di controllo a un camerarius o governatore. 

Longone seguì quindi le sorti dell'abbazia, rimanendo sotto il dominio dello Stato Pontificio fino all’Unità d'Italia.

Torrione a guardia della valle del Turano

## Monumenti e luoghi d'interesse
Da un'analisi strutturale del castello longobardo, possiamo rilevare che le fondazioni delle mura di Longone poggiano sulla parte mediana dell’alzata della Rocca di Capoterra, all’interno della quale sono stati creati ambienti di lavoro, cantine, pollai e magazzini.
Ancora oggi è possibile riconoscere la Piazza del Governo, il Palazzo governativo con lo stemma episcopale sul portone d’ingresso, gli appartamenti, compresa la sala per il ballo, la curia per il notaio e l’archivio. 
Nel rione Mandria appare massiccio e turrito il palazzo Giudiziario e vicino la sede del Bargello (il Maresciallo di oggi), e degli Sbirri, le carceri maschili e femminili e nei pressi il forno del pan venale. 
Nel rione Piazzetta sono visibili gli antichi magazzini del Monte frumentario, hostaria entro le mura, macello, vendita di pan venale (pane prezzato). 
Il castello popolare ha una doppia porta d’ingresso, con in mezzo la Dogana. La seconda porta è in pietra squadrata con la data 1668, l’effige dei santi protettori e la scritta Comunità di Longone. 
Le chiese di San Cosimo, del Conventino e l’antica sacrestia della basilica di San Salvatore conservavano opere di Vincenzo Manenti, fuggitivo da Orvinio (1630). 
Nell’abside della chiesa parrocchiale del paese appare un dipinto (del 1554) rappresentante la Sibilla Cumana simile a quello della Cappella Sistina.
Nel giugno del 2018, ricorrenza del centenario della Vittoria della Grande Guerra, è stato inaugurato il monumento all’eroe longonese Attilio Verdirosi opera dello scultore Luca Rampazzi.
Il 31 agosto è stato inaugurato "U Cinemittu", una sala cinematografica con soli 12 posti, considerata la più piccola d'Italia. Il progetto è nato per iniziativa dell'attore italiano Luca Marinelli, con l'obiettivo di restituire alla comunità d'origine della madre un luogo di aggregazione culturale. Il nome, che in dialetto locale significa "il cinemino", richiama l'intimità dello spazio, ricavato all'interno di un ex ufficio postale. Il piccolo cinema è stato realizzato anche grazie all'impegno dell'Associazione Biblioteca Verde e dell'organizzazione del Cincia Fest.

Monumento ad Attilio Verdirosi del longonese Luca Rampazzi.

## Società

### Evoluzione demografica
Abitanti censiti

### Etnie e minoranze straniere
Secondo i dati ISTAT al 31 dicembre 2013 la popolazione straniera è di 50 persone, la nazionalità più rappresentata è quella rumena, con 24 cittadini residenti.

## Infrastrutture e trasporti

### Mobilità urbana
Longone Sabino è collegata a Rieti tramite il servizio di Autobus Cotral.

## Amministrazione
Nel 1923 passa dalla provincia di Perugia in Umbria, alla provincia di Roma nel Lazio, e nel 1927, a seguito del riordino delle circoscrizioni provinciali stabilito dal regio decreto n. 1 del 2 gennaio 1927, per volontà del governo fascista, quando venne istituita la provincia di Rieti, Longone Sabino passa a quella di Rieti.
| Periodo | Periodo   | Primo cittadino        | Partito                      | Carica  | Note       |
| ------- | --------- | ---------------------- | ---------------------------- | ------- | ---------- |
| 1995    | 1999      | Roberto Bocchi         | lista civica                 | Sindaco |            |
| 1999    | 2004      | Roberto Bocchi         | lista civica                 | Sindaco | 2º mandato |
| 2004    | 2009      | Pietro Cammarano       | lista civica                 | Sindaco |            |
| 2009    | 2014      | Pietro Cammarano       | lista civica                 | Sindaco | 2° madato  |
| 2014    | 2019      | Santino Pezzotti       | lista civica Insieme per     | Sindaco |            |
| 2019    | 2024      | Mauro Novelli          | lista civica Insieme per     | Sindaco |            |
| 2024    | in carica | Valérie Louis-Francois | lista civica Alleanza comune | Sindaco |            |

### Altre informazioni amministrative
- Fa parte della Comunità Montana "Turano"